# Sainte-Montaine
Sainte-Montaine é uma comuna francesa na região administrativa do Centro, no departamento Cher. Estende-se por uma área de 51,5 km². Em 2010 a comuna tinha 180 habitantes (densidade: 3,5 hab./km²).